# Alcáçovas
Alcáçovas é uma povoação portuguesa sede da Freguesia de Alcáçovas do Município de Viana do Alentejo, freguesia com 268,13 km² de área e 1931 habitantes (censo de 2021), tendo, por isso, uma densidade populacional de 7,2 hab./km².
Foi vila e sede de concelho entre 1258 e 1836. Este era constituído apenas pela freguesia da sede e tinha, em 1801, 1613 habitantes.
Foi palco da assinatura do tratado das Alcáçovas-Toledo, a 4 de setembro de 1479.
Desde tempos imemoriais que na vila de Alcáçovas existe a arte dos chocalhos.

## Demografia
A população registada nos censos foi:
| Distribuição da População por Grupos Etários | Distribuição da População por Grupos Etários | Distribuição da População por Grupos Etários | Distribuição da População por Grupos Etários | Distribuição da População por Grupos Etários |
| -------------------------------------------- | -------------------------------------------- | -------------------------------------------- | -------------------------------------------- | -------------------------------------------- |
| Ano                                          | 0-14 Anos                                    | 15-24 Anos                                   | 25-64 Anos                                   | > 65 Anos                                    |
| 2001                                         | 267                                          | 245                                          | 955                                          | 621                                          |
| 2011                                         | 289                                          | 200                                          | 1006                                         | 616                                          |
| 2021                                         | 242                                          | 189                                          | 935                                          | 565                                          |

## Património
- Igreja Matriz do Salvador de Alcáçovas, adro e cruzeiro
- Ermida de São Pedro ou Capela dos Sequeiras
- Fonte dos Escudeiros ou Fonte da Praça da República ou Fonte da Renascença
- Paço dos Henriques ou Horto do Paço das Alcáçovas ou Paço Real da Vila
- Capela das conchas ou capela de Nossa Senhora da Conceição e jardim

## Personalidades ilustres
- Senhor das Alcáçovas e Conde das Alcáçovas

## Gastronomia
Alcáçovas é a capital da doçaria conventual e palaciana, destacando-se: Bolo Real, Bolo Conde de Alcáçovas, Amores de Viana e Sardinhas Albardadas.